# Mončegorsk
Mončegorsk (rusky Мончегорск) je město oblastního významu v Murmanské oblasti v Rusku. Město vzniklo ve 30. letech 20. století v souvislosti s objevem měděných a niklových rud a stalo se z něj významné průmyslové centrum. Rozkládá se u jezera Imandra. Je spojené železniční odbočkou (31 km) se stanicí Olenja (trasa Murmansk – Petrohrad). Ve městě dochází k trvalému poklesu počtu obyvatel - zatímco například v roce 2005 zde žilo 50 700 osob, v roce 2018 to bylo již jen 42 099 lidí.

## Geografie
Mončegorsk leží za severním polárním kruhem, mezi jezery Imandra, Njudjavr, Lumbolka a Rogovoje pod východními svahy pohoří Mončetundra na poloostrově Kola.

## Historie

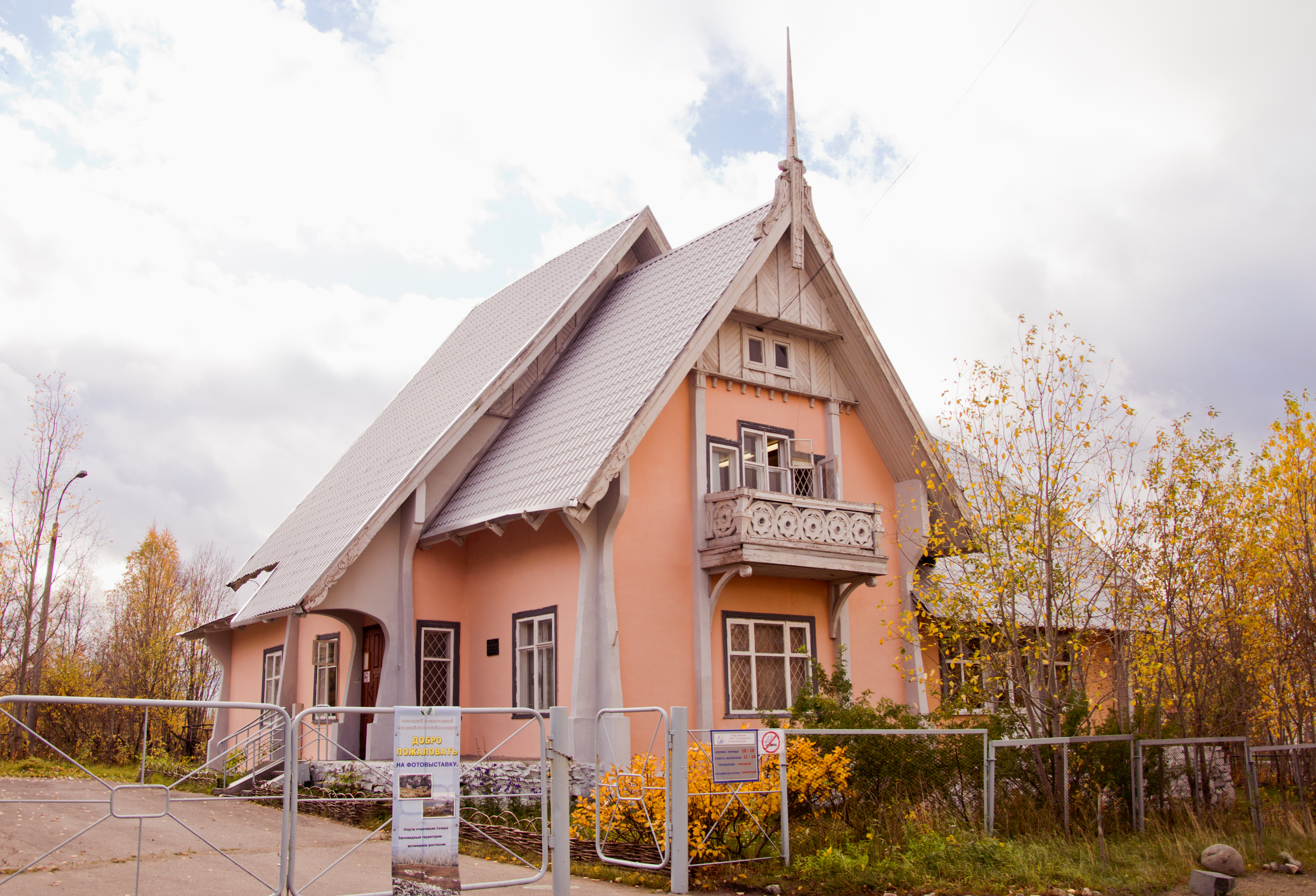
Tzv. "Dům Kondrikova" na ulici Carevského, sídlo Muzea historie města Mončegorska

V roce 1935, kdy byly zahájeny práce na otevření ložiska měděných a niklových rud, se místní sídlo Monča-Guba, proměnilo v dělnickou osadu Mončegorsk.

### Původ jména
Lokalita byla pojmenována podle řeky Monča, jejíž jméno v sámštině znamená "krásná".

### Vznik města
Dne 20. září 1937 byl Mončegorsku udělen statut města. V letech 1938 - 1949 byl Mončegorsk sídlem stejnojmenného okresu. Traduje se, že Mončegorsk za svůj vznik vděčí chybě významného ruského mineraloga a geochemika, akademika Alexandra Jevgeněviče Fersmana, který nesprávně odhadl zdejší zásoby měděných a niklových rud. Oproti předpokladu se ložisko nakonec ukázalo být mnohem chudší a část suroviny pro místní podnik Severonikel musela být dovážena až z Norilsku.

## Ekonomie

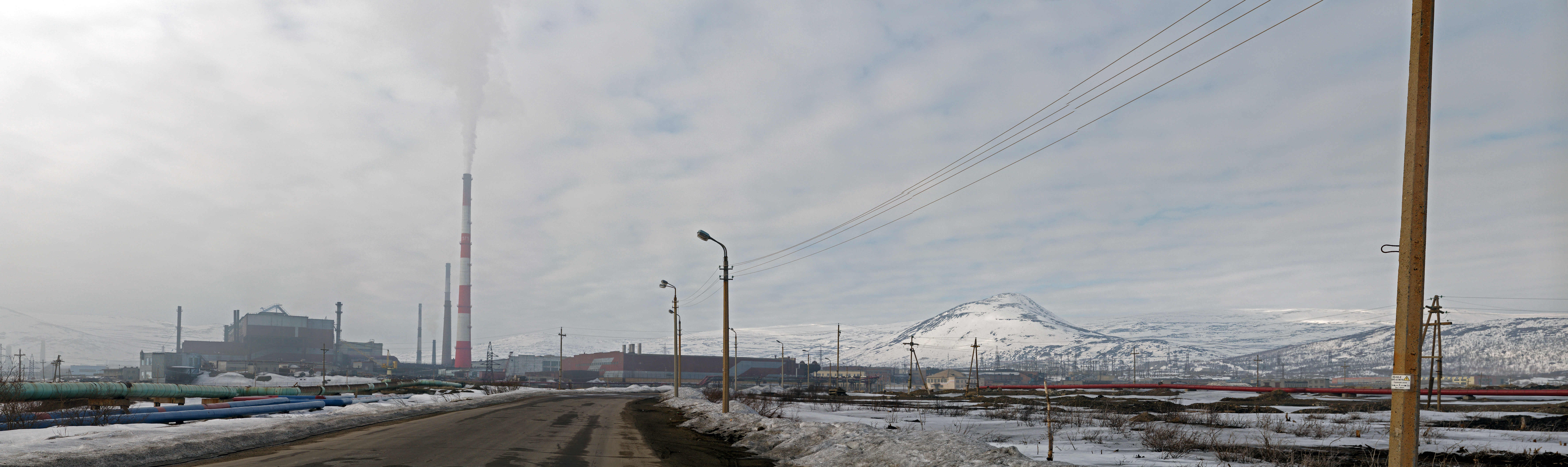
Panorama města.

Hlavním podnikem ve městě je kombinát Severonikel, který vyrábí neopracovanou měď, kobalt a sirné kyseliny. Na konci 20. století měla oblast jižně od města charakter průmyslové pouště - celé území bylo zničeno průmyslovými odpady z kombinátu Severonikel. Po instalaci nových filtrů ve výrobním závodě se situace postupně zlepšila.
Ve městě je dále též potravinářský a lesnický průmysl. Je zde také večerní fakulta Leningradské hornické vysoké školy a střední školy: průmyslová a tělovýchovná.

## Muzea
V Mončegorsku je několik muzeí - Muzeum historie města Mončegorska (Музей истории города Мончегорска), Dům techniky (Дом техники) a Mončegorské mineralogické muzeum V. N. Dava (Мончегорский музей цветного камня имени В. Н. Дава).

## Mončegorsk ve filmu
Na území města byly natočeny některé sovětské a ruské filmy. V roce 1939 to byl film "Město v tundře" ("Город в тундре") a v roce 1969 film "Zlato" ("Золото"). V roce 2014 se zde natáčely některé části filmu režiséra Andreje Zvjaginceva "Leviatan" ("Левиафан"), který posléze obdržel řadu prestižních ocenění, jako bylo udělení Zlatého glóbu v roce 2015 za nejlepší cizojazyčný film a nominace na Oscara.